# Euryspilus
Euryspilus es un género de escarabajos barrenadores metálicos del orden Coleoptera.

## Especies
- Euryspilus australis (Blackburn, 1887)
- Euryspilus caudatus (Thery, 1910)
- Euryspilus chalcodes (Gory y Laporte, 1838)
- Euryspilus viridis Carter, 1924